# Vado a vedere il mondo capisco tutto e torno
Vado a vedere il mondo capisco tutto e torno è una miniserie televisiva italiana del 1973.

## Produzione
Sponsorizzata dalla compagnia aerea di bandiera Alitalia, la serie vede protagonista una giovane e ingenua coppia milanese intraprendere un viaggio attorno al Mondo.
L'attrice protagonista è l'iraniana naturalizzata tedesca Gitty Djamal, nota in Germania negli anni Settanta per la serie circense Salto mortale.

## Trama
Lina ed Enrico, proprietari di una profumeria milanese, sono in viaggio intorno al Mondo visitando posti suggestivi, uno per ogni puntata, dove incorrono puntualmente in situazioni al limite della commedia e dove non si risparmiano critiche sugli aspetti della cultura locale, ad esempio il frenetico stile di vita giapponese con l'asservimento della manodopera nelle fabbriche o la volgarizzazione dei riti tribali hawaiani oramai puro richiamo turistico oppure un inatteso ma piacevole incontro con gli hippie in Central Park, figura non pienamente ben accolta nell'immaginario italiano. Non mancano momenti di forte pathos e di velato erotismo nel ménage di coppia. L'itinerario comprende India, Egitto, Bali, Cina, Giappone, Hawaii, Los Angeles e New York.
L'animazione della sigla d'apertura, è tratta dall'episodio giapponese, dove in un'azienda elettronica si sperimentano sistemi di comunicazione visiva per i non udenti.